# Luterio

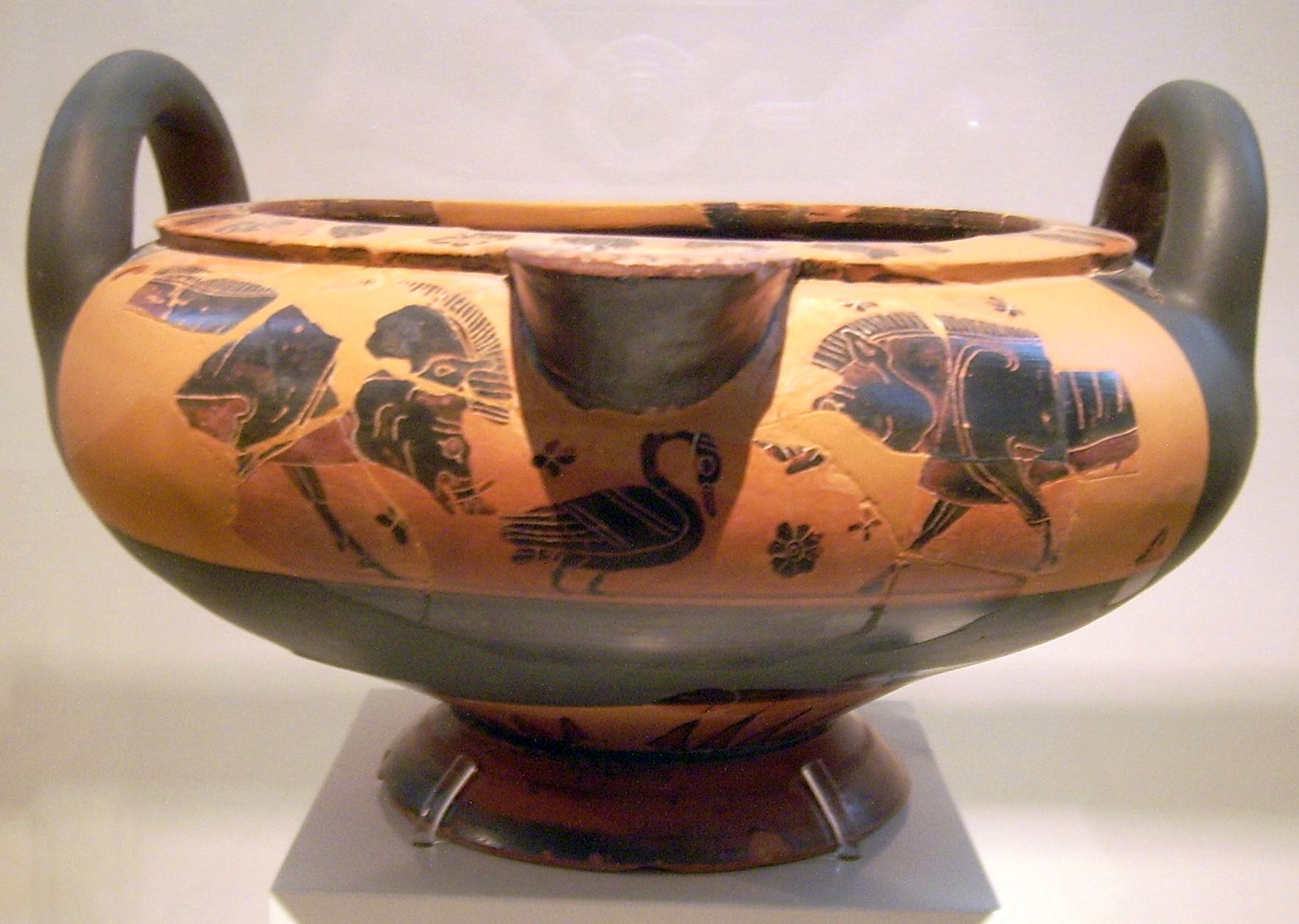
Luterio ático de figuras negras del estilo de Sófilos con representaciones de aves acuáticas, jabalíes y leones; ca. 600/575 a. C.; Museo Arqueológico Nacional de Atenas.

Un luterio (plural luteria, también con la grafía louterion y louteria; en griego antiguo: λουτήριον, de λούω «lavar, bañar») era una antigua pila de agua en la Antigua Grecia.
Normalmente, el recipiente plano de paredes lisas se apoyaba en un soporte central alto que servía de soporte. La pila de agua tenía dos asas y estaba generalmente hecha de bronce, mármol o arcilla. Las pilas estaban destinadas a la higiene personal. En la literatura, el luterio y el perirranterio se confunden a menudo. 